# Albino (kardynał)
Albino (zm. 1196) – włoski kardynał. 
Pochodził prawdopodobnie z Gaety, z biednej rodziny. Wcześnie osierocony, przeszedł pod opiekę swojego wuja, który był mnichem i zadbał o jego edukację. Studiował retorykę i teologię, uzyskując tytuł magistra. Został też członkiem kongregacji kanoników regularnych San Frediano di Lucca.
Na konsystorzu w grudniu 1182 papież Lucjusz III mianował go kardynałem diakonem S. Maria Nuova, a w marcu 1185 kardynałem prezbiterem Santa Croce in Gerusalemme. Podpisywał bulle papieskie między 21 grudnia 1182 a 12 lipca 1196. W 1187 był wikariuszem papieskim w Spoleto. W 1188 wraz z kardynałem Pietro z S. Lorenzo in Damaso przebywał z misją legacką na dworze króla Sycylii Wilhelma II. W maju 1189 został konsekrowany na biskupa diecezji suburbikarnej Albano. W 1192 uczestniczył w negocjowaniu konkordatu z Gravina z królem Sycylii Tankredem. Wielokrotnie działał jako audytor w kurii papieskiej.
Kardynał Albino jest znany przede wszystkim jako autor dzieła Digesta pauperis scolaris, będącego zbiorem kazań, przypowieści, fragmentów z dzieł Ojców Kościoła, kanonów soborowych, a także praw i przywilejów Kościoła Rzymskiego. Dzieło to prawdopodobnie było jednym z podstawowych źródeł dla Liber censuum, napisanego przez kamerlinga Cencio w 1192 roku.
Brat kardynała Albino, Riccardo, był biskupem Orvieto w latach 1177-1201.